# Zemský okres Severní Přední Pomořansko
Zemský okres Severní Přední Pomořansko (německy Landkreis Nordvorpommern) je bývalý okres v německé spolkové zemi Meklenbursko-Přední Pomořansko. Ležel v severní části země na pobřeží Baltského moře, od kterého byl v jednom místě oddělen městským okresem Stralsund. Součástí okresu byl poloostrov Fischland-Darß-Zingst.
Okres vznikl roku 1994 spojením tří dřívějších okresů Grimmen, Ribnitz-Damgarten a Stralsund. 4. září 2011 byl začleněn do zemského okresu Přední Pomořansko-Rujána.